# Summer Evening
Summer Evening (en français, Soir d'été) est une peinture à l'huile sur toile réalisée par l'artiste américain Edward Hopper et qu'il termine le 3 octobre 1947 dans son atelier de Cap Cod. Les premiers acheteurs furent Mrs et Mr Gilbert Kinney pour leur collection privée. 

## Description
À droite de la composition, un jeune couple est vu en conversation proche, le soir, sur une galerie extérieure couverte, le porche d'une maison. La femme légèrement habillée en deux pièces rose à cause de la chaleur de l'été, avec, aux pieds, des ballerines, est appuyée sur un parapet de côté fermant une véranda blanche ;  l'homme en pantalon et tee-shirt bleu, portant des chaussures de sport blanches, est assis sur le même parapet à ses côtés. Il est tourné vers elle, mais sans  la regarder franchement. Elle, regarde devant elle.
Au centre la porte du bungalow, à gauche une fenêtre au store à moitié baissé laisse entrevoir le pan d'un voilage. Le tout est vu à travers le contre-jour du reste des piliers et du parapet de la véranda, accentuant l'effet de nuit. Une marche et peu de gazon  faiblement éclairé en vert à droite valide l'hypothèse d'une habitation hors grande ville.

## Analyse
« Elle a envie de se marier » commente le peintre dans son carnet post-réalisation rapporté  par Jo sa femme ayant géré l'ensemble de son œuvre.
Au-delà de cette hypothèse, les personnages obéissent aux standards picturaux de Hopper : deux personnes proches physiquement dans un lieu clos, semblent s'ignorer ou avoir une discussion désagréable marquée par la grimace de la femme. Elles parait perdue dans des pensées personnelles, sans communiquer malgré la faible distance qui les sépare due à l'exiguïté du lieu ; l'homme semble protester. Le spectateur se pose en voyeur, depuis l'ombre de la nuit, dans un sous-cadrage en contre-jour d'une ampoule électrique.
La maison peut rappeler celle de l'enfance du peintre à Nyack ; il dira d'ailleurs, dans une interview au Time en 1948, qu'« il portait en lui ce tableau depuis vingt ans ».